# Heinrich Blücher
Heinrich Blücher (ur. 29 stycznia 1899 w Berlinie, zm. 30 października 1970 w Nowym Jorku) – niemiecki filozof marksistowski i poeta, mąż Hannah Arendt. Razem z przyjacielem Robertem Gilbertem zaangażowany w kabaret, film i operetkę o tendencjach komunistycznych.

## Życiorys
Jako członek partii komunistycznej (antystalinowskiej opozycji Kommunistische Partei-Opposition), Bluecher, wtedy wykładowca uniwersytecki (dozent) musiał uciekać z Niemiec po dojściu do władzy nazistów. Poślubił Arendt we Francji, w 1941 oboje przez Hiszpanię i Lizbonę uciekli do Nowego Jorku.
Próbował namówić swoją żonę do zaangażowania się w marksizm i ruch komunistyczny, ale nic nie osiągnął, gdy Arendt zaatakowała zarówno nazizm, jak i stalinizm w swoich Korzeniach totalitaryzmu.